# Philippe Léotard
Philippe Léotard (n. 28 august 1940, Nisa, Franța – d. 25 august 2001, Paris, Île-de-France, Franța) a fost un actor, cântăreț și poet francez. A fost fratele politicianului François Léotard.

## Biografie

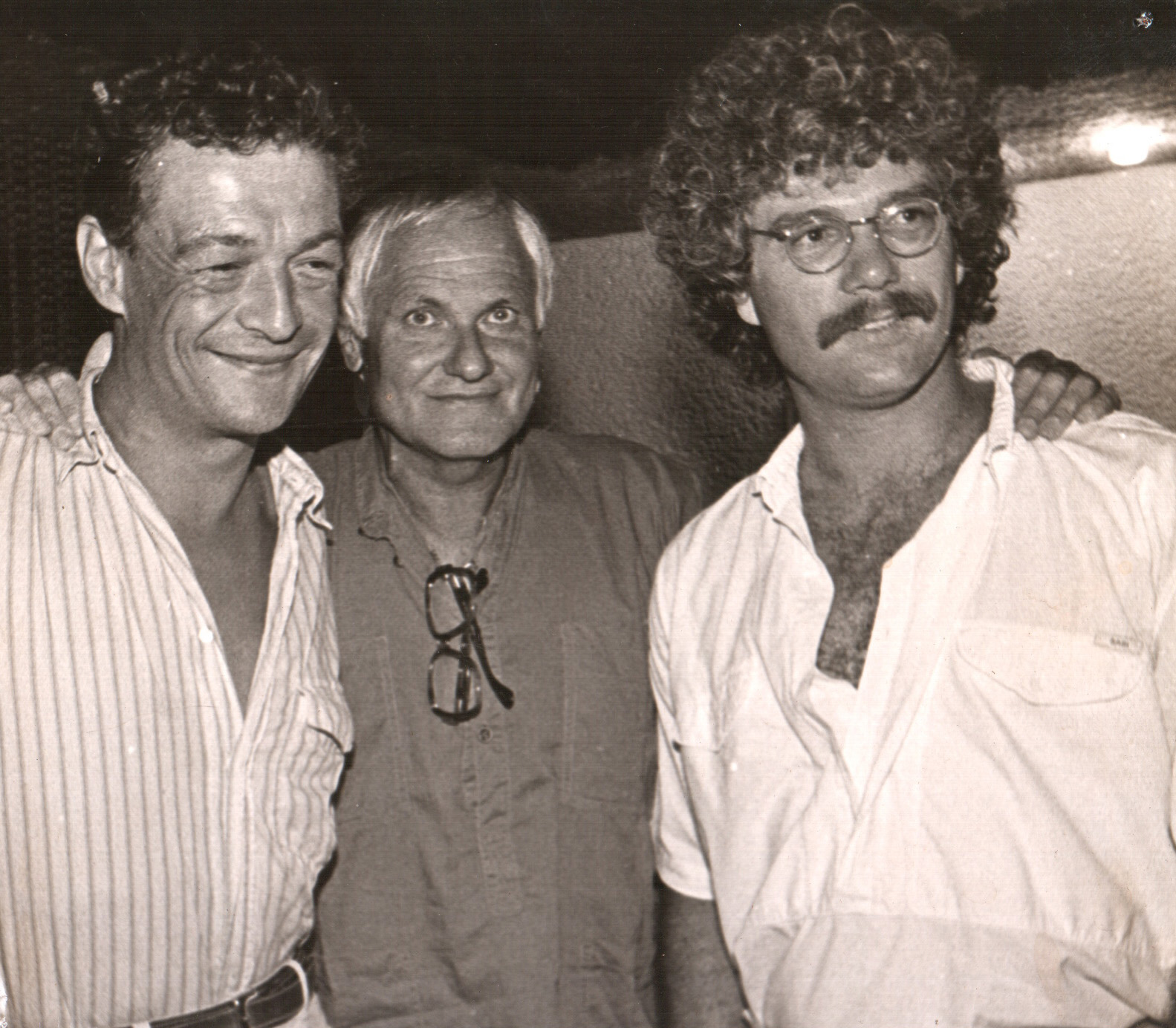
Philippe Léotard în 1985 cu regizorul Miklós Jancsó (mijloc) și producătorul Doron Eran (dreapta), în timpul filmărilor la Zorile

Începuturile sale în teatru cu Ariane Mnouchkine au fost urmate în 1970 de o scurtă apariție ca un bețiv certăreț în lungmetrajul lui François Truffaut Domiciliul conjugal. Tot Truffaut a fost cel care, după un rol secundar în Cele două englezoaice și continentul, i-a încredințat rolul lui Clovis din O fată frumoasă ca mine pentru prima dată într-un rol de film mai mare. A avut succes la începutul anilor 1980 ca informatorul Dédé Laffont în Trădarea, pentru care a primit în 1983 un César pentru cel mai bun actor.
Léotard a lucrat cu regizori importanți de limbă franceză ai timpului său, printre care Claude Miller, Claude Goretta, Maurice Pialat, Claude Lelouch, Alain Tanner și Patrice Chéreau.
Léotard, care avea probleme cu alcoolul și drogurile, a murit la 25 august 2001 din cauza unei insuficiențe respiratorii. A fost înmormântat la Paris la Cimitirul Montparnasse.

## Filmografie selectivă

### Filme de cinema
- 1970 Domiciliul conjugal (Domicile conjugal), regia François Truffaut : l'homme ivre
- 1971 Fata și comisarul (Max et les Ferrailleurs), regia Claude Sautet : Losfeld
- 1971 Cele două englezoaice și continentul (Les Deux Anglaises et le Continent), regia François Truffaut : Diurka
- 1972 Rak, regia Charles Belmont : Lucien
- 1972 O fată frumoasă ca mine (Une belle fille comme moi), regia François Truffaut : Clovis Bliss
- 1972 Le Franc-tireur, regia Jean-Max Causse : Michel Perrat
- 1972 Avoir vingt ans dans les Aurès, regia René Vautier : locotenentul Perrin
- 1973 Juliette et Juliette, regia Remo Forlani : le dragueur de Juliette Vidal
- 1973 Ziua șacalului (The Day of the Jackal), regia Fred Zinnemann : polițistul ucis de Șacal
- 1973 Kamouraska , regia Claude Jutra : Antoine
- 1974 Le Milieu du monde, regia Alain Tanner : Paul
- 1974 Pas si méchant que ça, regia Claude Goretta : Julien
- 1974 La Gueule ouverte, regia Maurice Pialat : Philippe, le fils
- 1974 La guerre du pétrole n'aura pas lieu, regia Souheil Ben Barka : Padovani
- 1974 Les Conquistadores, regia Marco Pauly
- 1975 Le Chat et la Souris, regia Claude Lelouch : Pierre Chemin
- 1975 La Traque, regia Serge Leroy : Paul Danville
- 1975 Filiera II (French Connection 2), regia John Frankenheimer : Jacques
- 1976 Le Bon et les Méchants, regia Claude Lelouch : vânzătorul de Citroën
- 1976 Vincent mit l'âne dans un pré (et s'en vint dans l'autre), regia Pierre Zucca
- 1976 L'Ombre des châteaux , regia Daniel Duval : Luigi
- 1976 La Communion solennelle, regia René Féret : Jacques Gravet
- 1976 La Comédie du train des Pignes, regia François de Chavanne : le comédien
- 1977 Va voir maman, papa travaille, regia François Leterrier : Vincent
- 1977 Judecătorul Fayard zis „Șeriful” (Le Juge Fayard dit „le Shériff”), regia Yves Boisset : inspectorul Marec
- 1978 Judith Therpauve, regia Patrice Chéreau : Jean-Pierre Maurier
- 1979 La Mémoire courte, regia Eduardo de Gregorio : Frank Barila
- 1979 L'Empreinte des géants, regia Robert Enrico : Lucien Chabaud

- 1980 La Petite Sirène, regia Roger Andrieux : Georges Maréchal
- 1980 Une semaine de vacances, regia Bertrand Tavernier : le docteur Sabouret
- 1981 Les Babas-cool ou Quand tu seras débloqué, fais-moi signe !, regia François Leterrier : Blaise
- 1981 Une rébellion à Romans, regia Philippe Venault : Jean Serve, dit « Paulmiers »
- 1982 Le Choc, regia Robin Davis : Félix
- 1982 Mora, regia Léon Desclozeaux : Mora
- 1982 Hiver 60, regia Thierry Michel : André
- 1982 Paradis pour tous, regia Alain Jessua : Marc Lebel
- 1982 Trădarea (La Balance), regia Bob Swaim : André Laffont, zis „Dédé”
- 1983 Tchao Pantin, regia Claude Berri : Bauer
- 1984 La Pirate, regia Jacques Doillon : nr. 5
- 1984 Les Fauves, regia Jean-Louis Daniel : Léandro Santini
- 1984 Femeile nimănui (Femmes de personne), regia Christopher Frank : Antoine
- 1984 Nici cu tine, nici fără tine (Ni avec toi ni sans toi), regia Alain Maline : Pierre
- 1984 Adieu blaireau, regia Bob Decout : Fred
- 1985 Tangourile, exilul lui Gardel (Tangos, l'exil de Gardel), regia Fernando E. Solanas : Pierre
- 1985 Rouge-gorge, regia Pierre Zucca : Louis Ducasse
- 1985 Zorile (L'Aube), regia Miklós Jancsó : Gad
- 1986 Exit exil, regia Luc Monheim : le Duc
- 1986 L'État de grâce, regia Jacques Rouffio : Pierre-Julien
- 1986 Le Paltoquet, regia Michel Deville : l'honorable commerçant
- 1987 Jane B. de Agnès V. (Jane B. par Agnès V.), regia Agnès Varda : le peintre / le meurtrier
- 1987 Le Testament d'un poète juif assassiné, regia Frank Cassenti : Bernard Hauptmann
- 1987 Si le soleil ne revenait pas, regia Claude Goretta : Arlettaz
- 1988 Piatra filozofală (L'Œuvre au noir), regia André Delvaux : Henri-Maximilien
- 1988 La Couleur du vent, regia Pierre Granier-Deferre : Pierre
- 1988 Snack Bar Budapest, regia Tinto Brass : Sapo
- 1988 Ada dans la jungle, regia Gérard Zingg : Rudi
- 1988 Le Sud, regia Fernando Ezequiel Solanas : Roberto
- 1989 Il y a des jours... et des lunes, regia Claude Lelouch : le chanteur abandonné

- 1990 Le Dénommé, regia Jean-Claude Dague : Auclair
- 1990 Le Grand Ruban, regia Philippe Roussel : Jeff
- 1991 La Chair (La carne), regia Marco Ferreri : Nicola
- 1991 Duel de nuit, regia Olivier Rochat
- 1991 Ville à vendre, regia Jean-Pierre Mocky : Jean Boulard, le kinésithérapeute
- 1993 Le Voleur et la Menteuse, regia Paul Boujenah : Jeff
- 1994 Élisa, regia Jean Becker : le fumeur de Gitanes
- 1994 Venins (In the Eye of the Snake), regia Max Reid : Phil Anzer, le père de Marc
- 1995 Mizerabilii secolului XX (Les Misérables), regia Claude Lelouch : Thénardier de 1942
- 1995 La Dérive (Pandora), regia António da Cunha Telles : Raúl
- 1996 Black Dju, regia Pol Cruchten : Inspecteur Plettschette
- 1997 Gueules d'amour, regia Philippe Dajoux

Scurtmetraje
- 1965 Les Comédiens dans la ville neuve, regia Claude-Jean Bonnardot
- 1971 Camille ou la comédie catastrophique, regia Claude Miller : Honoré
- 1971 Et le mot frère et le mot camarade, regia René Vautier
- 1974 Le Beau Samedi, regia Renaud Walter
- 1979 Histoires abominables, regia Georges Blondeau (sketch La Mémoire)
- 1986 Blues marines, regia Noëlle Théry
- 1993 L'Exilé, regia James Canal
- 1993 Le Condamné, regia Xavier Giannoli
- 1997 La Momie à mi-mots, regia Laury Granierv

## Discografie (selecție)

CD-ul Les Grands Prix Charles Cros

- 1985 Ni Avec Toi, Ni Sans Toi (Soundtrack)[11]
- 1990 À l’amour comme à la guerre[12]
- 1994 Chante Ferré
- 1996 Je rêve que je dors
- 2000 Demi-mots amers
- 2001 Les Grands Prix Charles Cros[12]